# Fenestraria rhopalophylla
Fenestraria rhopalophylla (Schltr. & Diels) N.E.Br., 1925 è una pianta appartenente alla famiglia delle Aizoacee, originaria dall'Africa meridionale. È l'unica specie nota del genere Fenestraria.

## Descrizione
È una pianta erbacea succulenta, alla sommità delle cui foglie si trova un'area semitrasparente alla quale deve il suo nome (dal latino fenestra).
In natura la pianta cresce semicoperta da terreni sabbiosi dai quali emerge la sola sommità delle foglie.
La pianta produce grandi quantità di acido ossalico che numerose piante accumulano nei tessuti per la sua tossicità in alte dosi, come sistema di difesa dalla brucazione. Nel genere Fenestraria la sostanza è utilizzata per la costituzione di vere e proprie fibre ottiche che trasportano la luce verso siti fotosintetici sotterranei. Queste particolari strutture sono responsabili dello schiarimento all'estremità delle foglie, chiamato finestra, che dà il nome al genere.